# 柴首
柴首（学名：Bupleurum chaishoui）为伞形科柴胡属的植物，是中国的特有植物。分布在中国大陆的四川等地，生长于海拔2,100米至2,700米的地区，常生长在向阳山坡矮灌丛中，目前尚未由人工引种栽培。